# Dibutylzinnoxid
Dibutylzinnoxid (kurz DBTO von englisch Dibutyltin oxide) oder auch Dibutyloxostannan ist eine Organozinnverbindung, die in der organischen Synthese genutzt wird.

## Struktur
Dialkylzinnoxide R2SnO sind Hydrolyseprodukte der entsprechenden Dialkylzinnhalogenide. Die bei der Hydrolyse entstehenden Oxide sind amorphe Festkörper, deren exakte Struktur unbekannt ist. Aufgrund der hohen Zersetzungstemperatur und der geringen Löslichkeit wird eine polymere Struktur vermutet. Diese Annahme wurde durch IR- und NMR-Experimente bestärkt.

## Anwendungen
Dibutylzinnoxid kann in der chemoselektiven Tosylierung bestimmter Diole mit Tosylchlorid verwendet werden, um selektiv primäre Alkohole in Gegenwart sekundärer Alkohole zu tosylieren:
Zusammen mit Trifluoressigsäure  dient DBTO in einem Pyrolyseverfahren der Erzeugung von leitfähigen Schichten auf Glas. Des Weiteren wird Dibutylzinnoxid als Alternative zu Zinn(II)-bis(ethylhexanoat) zur Polymerisation von Polylactonen eingesetzt.